# Guillermo Jaim Etcheverry
Guillermo Jaim Etcheverry (Buenos Aires, 31 de diciembre de 1942) es un médico, científico y académico argentino que fue rector de la Universidad de Buenos Aires (UBA) entre 2002 y 2006. Dedicado de manera exclusiva a la docencia y a la investigación en el campo de la neurobiología, desarrolló su carrera como investigador del Consejo Nacional de Investigaciones Científicas y Técnicas (CONICET) y profesor de la Facultad de Medicina de la UBA.

## Biografía

### Comienzos
En 1965 se graduó de médico por la Universidad Nacional de Buenos Aires con Diploma de Honor. Su tesis de doctorado, realizada en esa universidad y dirigida por el profesor Eduardo De Robertis, mereció el premio Facultad de Medicina a la mejor tesis en Ciencias Básicas de 1972.
Fue becario de iniciación y perfeccionamiento del Consejo Nacional de Investigaciones Científicas y Técnicas (CONICET).
Realizó estudios de posgrado en Basilea, Suiza durante 1969 con el apoyo de la IBRO-UNESCO y una beca de la John Simon Guggenheim Memorial Foundation le permitió trabajar en el Salk Institute de La Jolla, California, Estados Unidos en el laboratorio de Floyd Bloom en 1978.

### Trayectoria en docencia e investigación
En 1971 se incorporó a la Carrera de Investigador Científico del CONICET, en la que se desempeña como investigador principal.
Sus investigaciones se han centrado en el estudio de los aspectos ultraestructurales y farmacológicos del almacenamiento de neurotransmisores en las terminaciones nerviosas, así como en el desarrollo ontogenético de las neuronas monoaminérgicas centrales y periféricas. Los resultados originales de sus estudios han sido recogidos en trabajos publicados en revistas nacionales e internacionales. De varias de esas publicaciones es o ha sido editor. Es autor de numerosos capítulos de libros de su especialidad.
Fue docente del Departamento de Biología Celular e Histología de la Facultad de Medicina de la UBA, llegando a ser profesor titular y director hasta 2008. Fue decano de esa facultad en el periodo 1986 a 1990, siendo el primer decano elegido por el voto de los claustros desde la intervención de la universidad en 1966.
Interesado activamente desde comienzos de la década de 1980 en los problemas de la educación en el país, es un protagonista activo en el debate público sobre el tema mediante publicaciones y frecuentes apariciones en medios masivos de comunicación. En 1999 publicó un libro, La tragedia educativa, que recibió el premio al Mejor Libro de Educación editado ese año, otorgado por las X Jornadas Internacionales de Educación y que despertó un singular interés.
Es miembro de número de la Academia Nacional de Educación, de la Academia Nacional de Ciencias de Buenos Aires y de la Academia Argentina de Artes y Ciencias de la Comunicación así como también miembro correspondiente de la Academia de Medicina de Córdoba.

### Rector de la UBA (2002-2006)
En 2002 fue elegido rector de la Universidad de Buenos Aires, sucediendo en el cargo a Oscar Shuberoff, con el apoyo de una concertación que abarcaba todo el espectro político; su plataforma se centraba en la defensa de la gratuidad y universalidad de la educación superior, sosteniendo la necesidad de incorporar a la universidad al servicio público y enfatizar su papel en la educación, retomando así los principios de la Reforma Universitaria de 1918. 
En 2006 enfrentó las tomas de establecimientos que realizaron los estudiantes de la Federación Universitaria de Buenos Aires quienes comenzaron cuestionando a uno de los candidatos a sucederlo y luego sostuvieron que, antes de elegirse al nuevo Rector, se debía reformar el Estatuto Universitario y resolver la caducidad de los mandatos de todas las autoridades. Finalmente, el 7 de mayo de ese año concluyó su mandato sin que la Asamblea Universitaria lograra reunirse para elegir a su sucesor, siendo sucedido interinamente por el vicerrector, Berardo Dujovne en cumplimiento con lo establecido por el Estatuto Universitario. Luego de un prolongado periodo durante el que se mantuvo la situación conflictiva en la universidad y en el que sucedieron varios interinatos en su rectorado, recién se logró elegir rector el 18 de diciembre de 2006.

### Trayectoria posterior
Entre 2006 y 2012 fue presidente de la Fundación Carolina de Argentina, estrechamente relacionada con la Fundación Carolina de España cuyo Patronato preside el Rey de España.
En 2010 recibió la Medalla del Bicentenario otorgada por el Gobierno de la Ciudad Autónoma de Buenos Aires.
La Academia Nacional de Periodismo de Argentina le entregó el premio Pluma de Honor en 2017 «en reconocimiento a su continuada, profusa y relevante actividad como estudioso y expositor de la cuestión educativa».
En mayo de 2019 fue declarado Ciudadano ilustre de la Ciudad Autónoma de Buenos Aires por la Legislatura de la Ciudad Autónoma de Buenos Aires reconocido por «la noble figura de ciudadano que él encarna, depositario de valores intelectuales y morales, comprometido con la educación».
El Consejo Superior de la Facultad de Medicina de la Universidad de Buenos Aires lo designó Profesor Emérito de dicha institución en agosto de 2021.

## Premios y distinciones
- Premio Bernardo Houssay
- Premio Santa Clara de Asís
- Premio Edenor a la Trayectoria
- Mención Especial en Ciencia y Tecnología de los Premios Konex 2003.
- Premio “Maestro de la medicina argentina” (2001)
- Chevalier dans l’Ordre des Palmes Académiques por la República Francesa (2005)
- Médaille d’Or de la Société d’Encouragement au Progres (2007)

## Membresías
- Foreign Honorary Member de la American Academy of Arts and Sciences de los Estados Unidos de América (2004)
- Miembro del jurado del Premio Rolex (2004)
- Presidente del Comité de Selección de las becas que otorga la John Simon Guggenheim Memorial Foundation (desde 2005)[3]